# Ургалинська сільська рада
Ургали́нська сільська рада (рос. Ургалинский сельский совет) — муніципальне утворення у складі Білокатайського району Башкортостану, Росія. Адміністративний центр — село Ургала.

## Населення
Населення — 2108 осіб (2019, 2488 в 2010, 2729 в 2002).

## Склад
До складу поселення входять такі населені пункти:
| Населений пункт      | Населення, осіб (2002) | Населення, осіб (2010) |
| -------------------- | ---------------------- | ---------------------- |
| Абсалямово, присілок | 294                    | 244                    |
| Карантрав, село      | 298                    | 264                    |
| Морозовка, присілок  | 83                     | 63                     |
| Ургала, село         | 1736                   | 1672                   |
| Хайбатово, присілок  | 173                    | 143                    |
| Юлдашево, присілок   | 145                    | 102                    |